# Gmina Preddvor
Preddvor (niem. Höflein) – gmina w Słowenii. W 2002 roku liczyła 3200 mieszkańców.

## Miejscowości
Miejscowości wchodzące w skład gminy Preddvor:

- Bašelj
- Breg ob Kokri
- Hraše pri Preddvoru
- Hrib
- Kokra
- Mače
- Možjanca
- Nova vas
- Potoče
- Preddvor – siedziba gminy
- Spodnja Bela
- Srednja Bela
- Tupaliče
- Zgornja Bela